# Institut archéologique de Saint-Pétersbourg
L'institut impérial archéologique (Императорский Санкт-Петербургский Археологический институт) est un institut d'archéologie fondé en 1877 à Saint-Pétersbourg à l'initiative de Nikolaï Kalatchov (1819-1885) dont il fut le premier directeur. Le but de cet institut était de former des spécialistes d'archéologie et des archivistes selon un cursus de deux ans.
Parmi le corps enseignant, on distingue Izmaïl Sreznevski (1812-1880), Ivan Andreïevski (1831-1891, directeur jusqu'à sa mort), Nikolaï Pokrovski (1848-1917, directeur), Sergueï Platonov (1860-1933, dernier directeur) et plus tard Wilhelm Barthold (1869-1930).
L'institut publiait le Recueil de l'institut archéologique (1878-1898) et Le Messager de l'archéologie et de l'histoire (1885-1918).
En 1922-1923, l'institut fut transféré au département d'archéologie et d'histoire de l'art de la faculté des sciences sociales de l'université de Pétrograd.
Son adresse était à la 9e ligne de l'île Vassilievski, puis au n°4 du canal Catherine.

## Personnalités liées à l'institut
Comme élève : Vera Ermolaeva, Vladimir Glazov, Mykola Makarenko.

## Source
- (ru) Cet article est partiellement ou en totalité issu de l’article de Wikipédia en russe intitulé « Санкт-Петербургский археологический институт » (voir la liste des auteurs).